# Ceratinopsis bicolor
Ceratinopsis bicolor är en spindelart som beskrevs av Banks 1896. Ceratinopsis bicolor ingår i släktet Ceratinopsis och familjen täckvävarspindlar. Inga underarter finns listade i Catalogue of Life.